# 킴브라
킴브라 리 존슨(Kimbra Lee Johnson, 1990년 3월 27일 ~ )은 뉴질랜드의 싱어송라이터, 배우이다. 2011년 8월 데뷔 음반 Vows 가 발매되었다. 고티에의 싱글 "Somebody That I Used to Know"의 피처링을 맡아 전 세계적으로 이름을 알렸다. 이후 싱글이 제55회 그래미상에서 올해의 레코드상과 베스트 팝 듀오/그룹 퍼포먼스상을 수상하면서, 킴브라는 그래미상을 수상한 세 번째 뉴질랜드인이 되었다.

## 음반 목록
- Vows (2011)
- The Golden Echo (2014)
- Primal Heart  (2018)